# Miloš Kovačević
Miloš Kovačević (in serbo Милош Ковачевић?; Vrbas, 31 marzo 1991) è un calciatore serbo, difensore del Vrbas.

## Carriera
Ha giocato nella massima serie dei campionati serbo, lituano, armeno e montenegrino.